# جک ریچاردسون
جان فرانسیس "جک" ریچاردسون(به انگلیسی: John Francis "Jack" Richardson) (۱۹۲۰-۲۰۱۱)مهندس شیمی بریتانیایی است.وی تحصیلات خود را در رشته مهندسی شیمی در کالج سلطنتی لندن انجام داد.ریچاردسون به دلیل پژوهش در زمینه‌های رئولوژی و جریان‌های چند فازی شناخته می‌شود.همچنین کتاب مهندسی شیمی کالسون و ریچاردسون که یکی از مراجع مهم در رشته مهندسی شیمی است،توسط وی و با همکاری جان کالسون تالیف گردید.